# 독일어 문장 구조
영어와 독일어 문장 구조(German sentence structure)의 주요 차이는 독일어는 OV(목적어-동사) 언어인 반면, VO(동사-목적어) 언어라는 점이다. 또한 영어를 제외한 여타 게르만 언어들처럼 독일어도 V2 어순(V2 word order)를 갖지만 그것은 독립절(independent clause)에서만 그렇다. 종속절(dependent clause)에서는 정동사(finite verb)가 문장 마지막에 놓인다.

## 독립절

### 평서문
평서문(declarative sentence)은 V2 어순을 사용한다. 정동사는 단 하나의 구성성분(constituent) 뒤에 온다. 영어에서는 이것이 반드시 주어이지만, 독일어에서는 반드시 주어일 필요는 없다. 이러한 구성성분을 '전역(前域, 독 Vorfeld, 영 prefield)'이라고 한다. 'und'(영 and) 'aber'(영 but) 등의 등위접속사(Coordinating conjunction)는 전역과 정동사보다 앞에 나오며, 주제화 요소(topicalised element)들도 그렇다(예를 들어 'That I don't know'라는 문장에서 'that'). 전역은 강조를 표하기 위해서도 사용된다.
- 독) Ich sehe den Baum.
- 영) I see the tree.
- 한) 나는 나무를 본다.

| ich     | seh-e                       | den                 | Baum            |
| I(주격) | see(1인칭 단수 현재 직설형) | the(여격 단수 남성) | tree(여격 단수) |

- 독) Den Baum sehe ich.
- 영) I see the tree.
- 한) 그 나무를 나는 본다.

| den                 | Baum            | seh-e                  | ich     |
| the(여격 단수 남성) | tree(여격 단수) | see(3인칭 단수 현재형) | I(주격) |

- 독) Du siehst den Fluss, und ich sehe den Baum.
- 영) You see the river, and I see the tree.
- 한) 너는 강을 보고, 나는 나무를 본다.

| du        | siehst                        | den                 | Fluss            | und | ich     | seh-e                         | den                 | Baum            |
| you(단수) | see(2인칭 단수 현재형 직설법) | the(여격 단수 남성) | river(여격 단수) | and | I(주격) | see(3인칭 단수 현재형 직설법) | the(여격 단수 남성) | tree(여격 단수) |

- 독) Der König, der sah den Fluss.
- 영) The king, he saw the river.
- 한) 강을 보던 왕

| der                 | König           | der                             | sah                           | den                 | Fluss            |
| the(주격 단수 남성) | king(주격 단수) | der(지시관계사, 주격 남성 단수) | see(3인칭 단수 과거형 직설법) | the(여격 단수 남성) | river(여격 단수) |

비정형동사(non-finite verb)와 분리가능 분사(separable particle)는 문장 끝에 놓인다.
- 독) Der König ist an der Burg angekommen.
- 영) The King has arrived (직역 "is on-come") at the castle.
- 한) 왕은 성에 도착했다.

| der                 | König           | ist                          | an         | der                 | Burg              | an=ge-komm-en                         |
| the(주격 단수 남성) | king(주격 단수) | be(3인칭 단수 현재형 직설법) | at(전치사) | the(여격 단수 여성) | castle(여격 단수) | on=과거분사접두사-come-과거분사접미사 |

- 독) Der König kam an der Burg an.
- 영) The King arrived (직역 "on-came") on the castle.
- 한) 왕은 마을에 도착했다.

| der                 | König           | kam                     | an         | der                 | Burg              | an |
| the(주격 단수 남성) | king(주격 단수) | come(3인칭 단수 현재형) | at(전치사) | the(여격 단수 여성) | castle(여격 단수) | on |

- 독) Der König wird an der Burg ankommen.
- 영) The King will arrive (직역 "will on-come") at the castle.'
- 한) 왕은 마을에 도착하였다.

| der                 | König           | wird                           | an         | der                 | Burg              | an=komm-en             |
| the(주격 단수 남성) | king(주격 단수) | will(3인칭 단수 현재형 직설법) | at(전치사) | the(여격 단수 여성) | castle(여격 단수) | on=come-(부정사접미사) |

중역(中域, 독 Mittelfeld, 영 midfield, 정동사 위치와 절 말미 동사 구역 사이의 부분)에서, 독일어 어순은 매우 다양하다. 관습적인 독일어 통사(syntax)는 아래 어순에 따라 한 문장 내에서의 정보를 나타낸다.
- 중요성(Wichtigstes) : 무엇이 다음 단어 가운데 가장 중요한가?
  1. '그리고 갑자기(then suddenly)'라는 의미로 쓰일 때의 "da"는 반드시 첫자리에 와야 한다. "dann(then)" 역시 자주 그러하지만 필수는 아니다.  그렇지 않은 경우는 주어(the Subject)가 먼저 온다.
  2. 동사가 제일 중요하면, 분리가능 동사 중 활용변화되지 않는 부분(unconjugated, 보통 2번째 부분)이 이곳에 온다. 그러나 이후에도 활용되는 부분(보통 첫번째)과 분리된다. 동사가 분리되지 않거나 주변적이면 부정사가 그렇게 될 것이다.
- 무엇(Was) : 활용되는 동사
  1. 이 경우 "tun"의 한 형태는 규칙상 활용 동사로 삽입된다. 예 : Arbeiten tun wir.(영 Working, that's what we do.)
- 누구(Wer) : 주어(the subject)
- 누구로/누구를 향해(Wem) : 여격목적어(dative object)
- 언제(Wann) : 시간
- 왜(Warum) : 이유
- 어떻게(Wie) : 방식
- 어디(Wo) : 장소
- 누구를(Wen) : 대격목적어(accusative object)
- 어디로/어디에서(Wohin/Woher)
- 동사, 다시 : 분리가능동사 첫부분

예) Wir gehen am Freitag miteinander ins Kino.

영) We go on Friday together to the movies.
독) Wegen ihres Jahrestages bereiten wir unseren Eltern einen Ausflug nach München vor. 

영) Because of their anniversary plan we our parents a trip to Munich.
비교급형용사(comparison)는 동사 두개 뒤에, 혹은 뒷동사 앞에 올 수 있다.

- Er ist größer gewesen als ich.(그는 나보다 컸다.)
- Er war größer als ich.(He was greater than me.(그는 나보다 컸다.)

혹은

Er ist größer als ich gewesen.
또한 독일어는 소식의 가치가 늘어나면서 문장을 구조화하기도 한다.
- 독) Wir gehen am Donnerstag ins Kino.
- 영) We're going to the movies on Thursday.

그러나
- 독) An welchem Tag gehen wir ins Kino?
- 영) (On) What day are we going to the movies?

- Am Donnerstag gehen wir ins Kino.

혹은
- Wir gehen am Donnerstag ins Kino.
- On Thursday we're going to the movies.

혹은
- We're going on Thursday to the movies.

이중타동사문(ditransitive sentence)에서, 'Florian gibt mir morgen das Buch.' "Florian is giving me tomorrow the book."
그러나
'Florian gibt es mir morgen.'("Florian is giving it to me tomorrow.")

#### 도치
도치(inversion)를 통하여 부사구(adverbial phrase), 서술부(predicative) 혹은 목적어(object), 동사구(verbal phrase)도 강조할 수 있다. 주어구(subject phrase), 무강세 직설문(indicative unstressed sentence) 초반에 있어, 곧바로 활용변화된 동사 뒤로 옮겨진다. 그리고 강조될 요소는 문장 처음으로 옮겨진다. 직설법 표현에서, 활용변화된 동사는 항상 두 번째 문장 요소이다.
- 부사구 강조

"Ich fliege schnell." – "I fly fast." - 무강세(unstressed)
"Schnell fliege ich." – "I fly fast."  - 'fast' 강세(stressed)("Fast is how I fly.")
- 보어 형용사 강조

"Du bist wunderschön." – "You are lovely." 무강세
"Wunderschön bist du." – "You are lovely." – 'lovely'에 강세("Lovely is what you are.")
- 서술부 과거분사 강조

"Ich bin gelaufen." – "I ran." 무강세
"Gelaufen bin ich!" –  "I ran!" – 'ran'에 강세("Run is what I did!")

### 의문문
의문문(interrogative sentence)는 시비의문문(yes–no question)과 의문사의문문(wh-questions) 두 가지가 있다. 특정 의문문은 도치 문장과 비슷하다. 이러한 의문문들은 의문사(question word)로 시작되고, 활용변화된 동사가 나오며, 다음에는 주어(만약 1개라면)가 나오고, 나머지 문장이 뒤따른다.
Was machst du jetzt? ("What are you doing now?")
Wer geht ins Kino? ("Who is going to the cinema?" : 이 문장에서 의문대명사 'wer'는 주어이다.)

#### 시비의문문
시비의문문에서는 V1 어순(동사 우선)이 사용된다. 정동사는 문장 첫자리를 차지한다. 이때에는 전역(prefield)이 없는 것이다.
- 독) Siehst du den Baum?
- 영) Do you see the tree?
- 한) 너는 그 나무가 보이니?

| siehst          | du        | den                 | Baum            |
| see(2인칭 단수) | you(단수) | the(대격 단수 남성) | tree(대격 단수) |

그러나, 접속사와 주제화된 요소는 이때에도 정동사 앞에 온다.
- 독) Aber hast du den Baum gesehen?
- 영) But have you seen the tree?
- 한) 그러나 너는 그 나무를 본 적 있니?

| aber | hast                           | du        | den                 | Baum            | ge-seh-en                         |
| but  | have(3인칭 단수 현재형 직설법) | you(단수) | the(대격 단수 남성) | tree(대격 단수) | 과거분사접두사-see-과거분사접미사 |

- 독) Den Baum, hast du den gesehen?
- 영) The tree, have you seen it?
- 한) 그 나무, 너는 그것을 본 적 있니?

| den | Baum | hast | du | den | ge-seh-en | the(대격 단수 남성) | tree(대격 단수) | have(3인칭 단수 현재형 직설법) | you(단수) | den(지시대명사 대격 단수 남성) | 과거분사접두사-see-과거분사접미사 |

#### 의문사의문문
의문사의문문은 영어와 매우 흡사하다. 영어처럼 독일어도 Wh-이동(Wh-movement)이 있다.
- 독) Welchen Baum hast du gesehen?
- 영) What tree have you seen?
- 한) 어떤 나무를 너는 본 적 있니?

| welchen                          | Baum            | hast                           | du        | ge-seh-en                         |
| which(의문한정사 대격 단수 남성) | tree(대격 단수) | have(3인칭 단수 현재형 직설법) | you(단수) | 과거분사접두사-see-과거분사접미사 |

- 독) Wohin gehen wir?
- 영) Where are we going?
- 한) 우리 어디로 가고 있니?

| wohin           | geh-en                       | wir      |
| whither(의문사) | go(1인칭 복수 현재형 직설법) | we(주격) |

- Du hast deiner Frau einen Ring gekauft.(너는 아내에게 반지 하나를 사줬다.) ("You bought your wife a ring.")

```
- Welchen hast du deiner Frau gekauft?(너는 아내에게 반지 하나를 사줬다.) ("Which one did you buy your wife?")
```

- Du hast deiner Frau einen roten Ring gekauft.(너는 아내에게 붉은 반지 하나를 사줬다.) ("You bought your wife a red ring.")

```
- Welchen Ring hast du deiner Frau gekauft?(너는 아내에게 어떤 반지를 사주었니?) ("Which ring did you buy your wife?")
```

- Du hast deiner Frau einen roten Ring gekauft.(너는 아내에게 붉은 반지 하나를 사줬다.) ("You bought your wife a red ring.")

```
- Welchen Roten hast du deiner Frau gekauft?(너는 아내에게 어떤 붉은 것을 사주었니?) ("Which red one did you buy your wife?")
```

- Du hast deiner Frau einen roten Ring gekauft.(너는 아내에게 붉은 반지 하나를 사줬다.)  ("You bought your wife a red ring.")

```
- Welchen roten Ring hast du deiner Frau gekauft?(너는 아내에게 어떤 붉은 반지를 사주었니?) ("Which red ring did you buy your wife?")
```

그러나 이러한 대명사의 사용은 화자가 알려지지 않은 목적어의 성(gender)과 수(number)를 모두 안다는 것을 의미한다. 그래서 실제로 이러한 대명사를 짧은 형태로 대체한다.
- Du hast deiner Frau einen Ring gekauft.(너는 아내에게 반지 하나를 사줬다.) ("You bought your wife a ring.")

- Was hast du deiner Frau gekauft?(너는 아내에게 무엇을 사주었니?) ("What did you buy your wife?")
|                   | 사람   | 사물   |
| ----------------- | ------ | ------ |
| nominative        | wer    | was    |
| accusative        | wen    | was    |
| dative            | wem    | wem    |
| genitive (object) | wessen | wessen |

완전한 대명사를 사용하든 짧은 형을 사용하든 상관없이, 속격은 실제로 속격목적어로만 사용한다.

#### 서술부 문의
서술부(predicative, sein(~이다) 동사 뒤에 오는 명사나 형용사 보어)를 물어볼 때에는 의문대명사 Was(무엇)를 사용하며, 만약 명사구가 아니라는 것을 안다면, Wie(어떻게)를 사용할 수 있다.
- Er ist schnell.(그는 빠르다) – Wie/Was ist er?(그는 어때/어떤 사람이니?) ("He's fast – What is he?")
- Ein Schmetterling ist ein Insekt.(Schmetterling는 곤충이다.) – Was ist ein Schmetterling?(Schmetterling은 뭐니?) ("A butterfly is an insect – What is a butterfly?")

또한 Wo와 같은 의문대명사도 사용할 수 있다.

##### 부사구 문의
명사구가 아니라면, 서술부의 부사구를 물을 수 있다. 심지어 부사구 안의 부사도 물을 수 있다.
- Der Baum ist 3 Meter hoch.(그 나무는 3m이다.)- Wie hoch ist der Baum?(그 나무는 얼마나 높니?) ("The tree is three metres tall – How tall is the tree?")

#### 소유자 문의
명사구의 소유자(possessor)를 물을 때, 처음에는 해당 문구를 도치하는 것처럼 행동하여, 무명의 소유주의 명사를 첫부분에 둔다. 다음 의문대명사 속격을 부여한다. 모든 성수격에 wessen을 붙인다. 물론 이러한 명사구는 속격 소유주를 갖지 않을 수도 있다.
- Ich habe das Auto des Chefs gesehen.(나는 상사의 자동차를 본 적 있다.) – Wessen Auto hast du gesehen?(누구의 차를 본 적 있니?) ("I saw the boss's car – Whose car did you see?")
- Ich habe sein Auto gesehen.(나는 그의 자동차를 본 적 있다.) – Wessen Auto hast du gesehen?(누구의 자동차를 본 적 있니?) ("I saw his car – Whose car did you see?")
- Ich habe sein Auto gesehen.(나는 그의 자동차를 본 적 있다.) – Wessen hast du gesehen?(누구의 것을 본 적 있니?) ("I saw his car – Whose did you see?")

#### 부사 문의
우선 의문대명사 Wie, 활용변화된 동사, 주어, 나머지 문장 순서대로 사용한다.
- Der Vogel fliegt schnell am Himmel.(그 새는 하늘로 빨리 날아간다.) – Wie fliegt der Vogel am Himmel?(어떻게 그 새는 하늘을 나니?) ("The bird flies quickly in the sky – How does the bird fly in the sky?")

만약 부사가 다른 부사나 형용사를 묘사한다면,
- Der Vogel fliegt ungeheuer schnell.(그 새는 대단히 빨리 난다.) – Wie schnell fliegt der Vogel?(어느 정도로 빨리 그 새는 나니?) ("The bird flies amazingly quickly – How quickly does the bird fly?")

#### 전후치사나 부사구 문의
부사구에 대한 질문을 만드는 것은 더 복잡하다.
이론적으로 다른 특정 의문문들처럼, 알려지지 않은 전후치사(position)는 문장 첫 부분으로 도치된다. 반면 전치사(preposition)나 후치사(postpostion)는 남고, 명사부분은 의문대명사나 의문관사(interrogative article)를 갖는 명사구에 의해 대체된다.
- Er sah den Vogel auf dem Baum.(그는 나무 위에 있는 새를 보았다.) – Auf welchem Baum sah er den Vogel?(어느 나무에 있는 새를 그는 보았니?) ("He saw the bird in the tree – In which tree did he see the bird?")
- Dein Hund wurde in diesem Jahr geboren.(너의 개는 올해 태어났다.) ("Your dog was born this year")

```
– In 
welchem
 Jahr wurde dein Hund geboren?(어느 해에 너의 개가 태어났니?) ("Which year was your dog born?")
```

실제로는 묻는 사람은 답을 듣기 전까지 명사의 성(gender)도 수(number)도 전치사 종류도 모른다. 그래서 거의 모든 격에서 짧은 형태가 대신 사용된다. 이러한 짧은 형태는 부사구나 전치사를 묻는 유일한 방식이다.
- Er sah den Vogel auf dem Baum.(그는 그 새가 나무 위에 있는 것을 보았다.) – Wo sah er den Vogel?(어디에서 그 새를 보았니?) ("He saw the bird in the tree – Where did he see the bird?")
- Dein Hund wurde damals geboren.(너의 개는 그때 태어났다) – Wann wurde dein Hund geboren?(언제 너의 개는 태어났니?) ("Your dog was born at that time – When was your dog born?")

일부 의문대명사 : Wo, Woher, Wohin, Wann, Wieso, Weshalb, Warum, Weswegen.

### 명령문
명령문은 명령법(imperative mood)이 사용된다. 의문문처럼 명령문도 V1 어순이다.
- 독) Reich(e) mir das Salz!
- 영) Pass me the salt!
- 한) 소금 좀 줘!

| reich-(e)         | mir       | das                 | Salz            |
| pass(명령형 단수) | mir(여격) | the(대격 단수 중성) | salt(대격 단수) |

현대 독일어에서 명령형 단수 접미사 '-e'가 보통 생략된다. 2인칭 단수 대명사 'du'는 영어 단수 'you'에 해당하고, 2인칭 복수 대명사 'ihr'는 영어 복수 'you'에 해당하는 바, 항상 생략된다. 단 고도의 공식적 혹은 문학적 언어에서는 예외이다.
- 독) Bringe du mir das Buch!
- 영) Fetch me the book!
- 한) 너는 책을 나에게 가져다 줘!

| bring-e            | du        | mir       | das                 | Buch            |
| fetch(명령형 복수) | you(단수) | mir(여격) | the(대격 단수 중성) | book(대격 단수) |

영어처럼 명사 혹은 비정형동사형은 명령형을 만드는데 사용된다.
- 독) Achtung Stufe!
- 영) Mind the step!
- 한) 발밑을 조심하세요!

| Achtung              | Stufe           |
| attention(주격 단수) | step(주격 단수) |

- 독) Warm anziehen nicht vergessen!
- 영) Don't forget to dress warmly!
- 한) 따뜻하게 입는 것 잊지마!

| warm       | an=zieh-en           | nicht | vergess-en          |
| warm(부사) | on=pull-부정사접미사 | not   | forget-부정사접미사 |

## 종속절
종속절은 V끝 어순(Vfinal word order)을 사용한다.

### dass절
영어의 that에 해당하는 dass를 사용하여 dass절을 만든다. dass절의 기능은 영어의 that절과 유사하다.
- 독) Ich weiß, dass er hier ist.
- 영) I know that he is here.
- 한) 나는 그가 여기 있다는 것을 안다.

| Ich     | weiß                           | dass | er       | hier | ist                          |
| I(주격) | know(1인칭 단수 현재형 직설법) | that | he(주격) | here | is(3인칭 단수 현재형 직설법) |

- 독) Wer hat dir erzählt, dass ich nach England ziehen werde?
- 영) Who told you that I'm moving to England?
- 한) 누가 너에게 내가 영국으로 이사 간다고 이야기했니?

| wer       | hat                            | dir            | erzähl-t       | dass | ich     | nach | England       | zieh-en      | werd-e                         |
| who(주격) | have(3인칭 단수 현재형 직설법) | you(여격 단수) | told(과거분사) | that | I(주격) | to   | England(주격) | move(부정사) | will(1인칭 단수 현재형 직설법) |

- 독) Dass zwei größer als eins ist, ist selbstverständlich.
- 영) That two is greater than one is obvious.
- 한) 둘이 하나보다 크다는 것은, 명백한 사실이다.

| dass | zwei | größer  | als  | eins | ist,                         | ist                          | selbstverständlich |
| that | two  | greater | than | one  | is(3인칭 단수 현재형 직설법) | is(3인칭 단수 현재형 직설법) | obvious            |

### 종속접속사가 유도한 절
종속접속사(subordinator)에는 sodass(~하도록), damit(~하기 위해), weil(~때문에) 등이 있다.
- 독) Sie schrieb es nieder, sodass sie es nicht vergessen würde.
- 영) She wrote it down so that she would not forget it.
- 한) 그녀는 받아 적어서 잊어버리지 않도록 했다.

| sie       | schrieb                         | es       | nieder | sodass  | sie       | es       | nicht | vergess-en     | würd-e                        |
| she(주격) | write(3인칭 단수 과거형 직설법) | it(대격) | down   | so that | she(주격) | it(대격) | not   | forget(부정사) | will(3인칭 단수 접속법 제2형) |

- 독) Wir sollten uns beeilen, damit wir rechtzeitig ankommen.
- 영) We should hurry so that we arrive in time.
- 한) 우리는 제시간에 도착하도록 서둘러야 한다.

| wir      | soll-t-en                | uns            | beeil-en         | damit         | wir      | rechtzeitig | an=komm-en          |
| we(주격) | shall(1인칭 복수 과거형) | us(재귀대명사) | hurry-부정사어미 | in.order.that | we(주격) | in.time     | on=.come-부정사어미 |

- 독) Ich helfe dir, weil ich dich mag.
- 영) I help you because I like you.
- 한) 나는 너를 좋아하기에 너를 돕는다.

| ich     | helf-e                         | dir            | weil    | ich     | dich      | mag                            |
| I(주격) | help(1인칭 단수 현재형 직설법) | you(단수 여격) | because | I(주격) | you(대격) | like(1인칭 단수 현재형 직설법) |

### 관계절

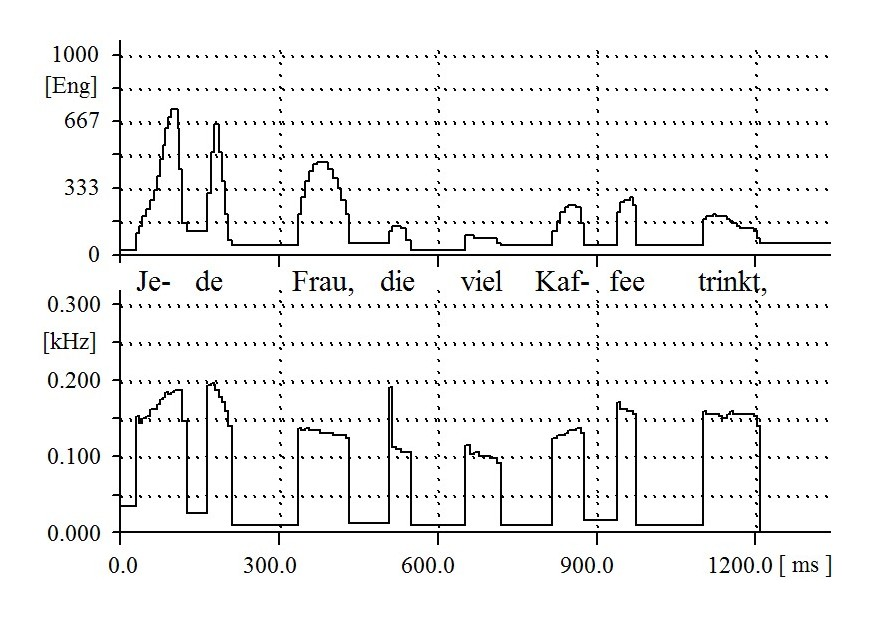
독일어 한정적 관계절 억양

고도로 형태가 굴절된다는 것을 제외하고, 독일어 관계대명사는 영어보다 덜 복잡하다. 두 변형이 있다. 흔하게 사용되는 쪽은 정관사 'der', 'die', 'das'를 활용한 것이다. 다만 정관사 속격 'des'와 'der'와 달리 관계대명사 속격은 'dessen'(남, 중), 'deren'(여, 복)으로 쓰고, 관계대명사 여격 복수 역시 'denen'을 쓴다. 역사를 살펴보면 정관사형 관계대명사는 영어의 관계대명사 that과 관련되어 있다.
두번째 유형은 보다 문어적이거나 강조할 때 사용한다. 이는 'welcher', 'welche', 'welches'가 있는데, 이는 영어 관계대명사 'which'에 비견된다. 고대 영어(Old English)를 포함한 게르만계 언어 대부분은 이 두 가지 관계대명사형 모두 성, 수, 격에 따라 굴절된다. 이들 관계대명사는 수식하는 명사의 성과 수를 따르지만, 격은 관계절 내에서의 역할을 따른다.
- 독) Das Haus, in dem ich wohne, ist sehr alt.
- 영) The house in which I live is very old.

관계대명사 'dem'은 앞의 선행사 'Haus'에 맞춰 중성 단수로 사용하였으나, 관계절 내에 있으면서 dem 바로 앞에 있는 전치사 in에 맞춰 여격을 사용했다. 같은 이유로 관계대명사 'welchem'으로 대체 가능하다.
그러나 선행사가 'alles'(영 everything), 'etwas'(영 something),  'nichts'(영 nothing)일 때는 비굴절 관계대명사 'was'(영어 'what')를 사용한다.
- 독) Alles, was Jack macht, gelingt ihm.
- 영) Everything that Jack does is a success.

독일어에서 모든 관계대명사는 앞에 컴마(,)를 써야 한다.
대안으로 특히 공식 언어사용역(formal register)에서, 능동 분사(active participle) 및 수동 분사(passive participle) 모두 관계절을 형용사구에 끼워넣는데 사용될 수 있다.
- 독) Die von ihm in jenem Stil gemalten Bilder sind sehr begehrt.
- 영) The pictures he painted in that style are highly sought after.
- 독) Die Regierung möchte diese im letzten Jahr eher langsam wachsende Industrie weiter fördern.
- 영) The government would like to further promote this industry, which has grown rather slowly over the last year.

영어에서는 형용사 위치에 (흔히 분사와 부사만으로 이뤄진) 작은 분사구만을 허용하고, 능동분사에 대한 직접목적어 사용은 불허하는 반면, 독일어는 제멋대로인 복잡성을 갖는 절을 그 안에 둘 수 있다.

### 종속절
종속절(독 Nebensatz, 영 subordinate clause)은 항상 주절(main clause) 혹은 다른 종속절에 포함되어 있다. 주절 어느 부분이라도 종속절로 대체될 수 있지만, 일부 활용변화된 동사는 남겨둬야 한다. 그러나 중요성 때문에, 특별한 지장이 없다면 하위절(subclause)은 보통 문장 끝에 놓이며 앞에 놓이지는 않는다. 어순에 있어 종속절은 주절과는 두 가지만 다르다.
1. 종속접속사(subordinating conjunction)나 관계대명사(relative pronoun)로 시작, 포함하는 문장과의 관계로 넣는다.
2. 동사는 분리하지 않으며, 주절에서 동사 첫번째 부분이 있을 곳으로 보낸다. '동사 첫번째 부분'이란 분리가능 동사(separable verb)의 경우 접두사를 말한다. 이러한 접두사는 문장 가장 끝에 둔다. 즉 동사는 분리시키지 않은 채로 문장 제일 끝에 둔다는 것이다.

1. Ich nehme den früheren Flug, damit ich heute noch ankomme. = "I'll take the earlier flight so that I arrive even today."

의문사는 종속접속사와 같은 기능을 한다.
- A: Wohin ist er gelaufen?
- B: Niemand wusste, wohin er gelaufen ist.
- A: Where did he run (to)?
- B: No one knew where he ran (to).

주의할 것은 영어와 달리, 종속절 혹은 의존절은 항상 컴마(,)에 의해 독립절(독 Hauptsatz, 영 independent clause)과 분리된다는 뜻이다.

#### 예외 규정
1. 만약 주어가 같다면, 마지막 절이 "um-zu"-부정사로 대체되는 경우도 있다. 실제로, 'um'은 접속사처럼 행동하고 'zu' 부정사는 활용변화 동사로 행동하며, 주어는 떨어져 나간다.
Wir haben genug Geld, um diese CD zu kaufen. = Wir haben genug Geld, damit wir diese CD kaufen. "We have enough money to/that we buy this CD."
2. 조건구(conditional phrase)에서, 접속사 'wenn'은 주절에서 생략되고 동사가 그 자리에 들어갈 수도 있다. 이 경우, 종속절에서 'so'가 'dann'을 대체한다.
Hast du genügend Geld, so kannst du diese CD kaufen. = Wenn du genügend Geld hast, dann kannst du diese CD kaufen. "If you have enough money, then you can buy this CD."
3. 간접화법(indirect speech)은 주절과 관련하여 하위절(subclause)로 행동할 수 있으나, 접속사("dass" 등)는 생략되고 어순은 주절에서와 같다.
Er sagte, er sei mit der Arbeit fertig. = Er sagte, dass er mit der Arbeit fertig sei. = "He said (that) he had finished his work."
4. 'denn'은 관습적으로 영어 'for'로 번역되며, 실제로는 'weil'("because")과 같다. 그러나 denn은 주절 어순을 필요로 하며, 심지어는 컴마가 아니라 세미콜론(;)을 취하기도 한다.
Er kommt nicht zur Arbeit, denn er ist krank. (He doesn't come to work, for he's ill.) = Er kommt nicht zur Arbeit, weil er krank ist. = "He doesn't come to work because he's ill."
복잡하게도, 일부 방언에서 'weil'은 표준독일어 'denn'이 가지고 있는 역할을 가지고 있다. 그러나 이는 하위절 어순을 무시한다는 뜻은 아니다. 같은 의미의 다른 접속사 'da'(영 "as") 혹은 "deswegen weil" (영 because of that because)이 거기에서 일반 하위절을 취하기 때문이다.
5. 2개 이상의 부정사를 연속적으로 사용하는 종속절에서[2], 활용변화동사(흔히 'haben', 'werden', 법조동사)는 부정사들 앞에 혹은 사이에 온다. 완료구문(perfect construction)은 단순과거(simple past)를 사용함으로써 완전히 피할 수 있다.
Er wollte wissen, ob du es hast tun können / tun hast können. = Er wollte wissen, ob du es tun konntest. = "He wanted to know if you've been able to (could) do it."
Ich weiß, dass ich es werde tun müssen / tun werde müssen. = "I know I'm going to have to do it."
Sie hofft, dass sie uns es kann tun helfen / tun kann helfen. = "She hopes she can help us do it."

### 종속 문장 구조
영어에서처럼 종속절(subordinate clause)은 최소 한 독립절(independent clause)과 함께 있으면, 완성된 표현의 처음이나 끝에 붙어 나온다. 예를 들어 다음과 같이 두 가지 중에 하나로 말할 수 있다.
- I will go with you, if I can.
- If I can, I will go with you.

독일어로도 다음과 같이 말할 수 있다.
- Ich komme mit, wenn ich kann.
- Wenn ich kann, komme ich mit.

그러나 주의할 것은, 독일어에서 독립절이 종속절 뒤에 올 때엔, 활용변화된 동사는 주어 앞에 온다. 이는 '활용변화된 동사는, 비록 문장의 주어 앞에 두기는 하지만, 항상 문장 내 두 번째 위치에 둬야 한다'는 기본 원칙에 의거한 것이다.

### dass를 가지고 만드는 절
'dass'(영 thus, so, that)로 시작하는 종속절은 화자가 명사구나 대명사 등을 사용하게 한다. 이런 문장은 단수, 중성이며 주격이거나 대격이다.
- 독) Dass Spinnen keine Insekten sind, ist allgemein bekannt.(거미가 곤충이 아니라는 것은 대개 잘 알려져 있다.
- 영) It's well known that spiders are not insects.

- Ich weiß, dass Spinnen keine Insekten sind. – Ich weiß das. ("I know that spiders are not insects – I know that.")

### ob 간접의문문
'dass'가 진술이 사실이라는 점을 가리키는 반면, 'ob'은 간접 시비의문문을 만든다.
- Ich weiß nicht, ob ich fliegen soll. ("I don't know whether I should fly.")

### 관계절
관계절이 관계하는 외부 명사구는 어떤 명사구가 될 수 있다. 절은 정관사(der/die/das)에서 유래한 관계대명사, 의문대명사(welchem/welcher/welches)로 시작되며, 나머지는 그 뒤에 둔다. 정당한 이유 없이 사용하는 의문대명사는 난해한 법률 용어에서 나타난다.
Der Mann, der/welcher seiner Frau den Hund schenkt. (주격 주어) ("The man who gives his wife the dog")
Der Hund, den/welchen der Mann seiner Frau schenkt. (대격 목적어) ("The dog which the man gives his wife")
Die Frau, der/welcher der Mann den Hund schenkt. (여격 목적어) ("The woman to whom the man gives the dog")
Der Mann, der/welcher ich bin. (서술 명사) ("The man I am")
외부 명사구는 절 내부에 들어 있는 명사의 소유자가 되기도 한다. 이때는 외부명사구와 성과 수를 맞춘 관계대명사 속격이 사용된다.
Der Mann, dessen Auto auf der Straße parkt. ("The man whose car is parked on the street")
Die Person, deren Auto ich kaufe. ("The person whose car I am buying")
Das Auto, dessen Fahrer ich helfe. ("The car whose driver I am helping")
Die Kinder, deren Lehrer ich kenne. ("The children whose teacher I know")
필요할 경우 전치사/후치사는 관계절에서 이 절에 붙는다.
Das Haus, in dem ich lebe. ("The house I live in")
Die Person, derentwegen ich hier bin. ("The person I am here because of")
Das Haus, durch dessen Tür ich gegangen bin. ("The house whose door I came in by")
관계대명사가 정관사와 같다면, 일부 똑같은 형태가 서로를 따른다.
Der, der der Frau, der ich schon Honig gegeben hatte, Honig gab, muss mehr Honig kaufen. ("The man who gave honey to the woman I had already given honey to, has to buy more honey")
이런 구조들은 관계대명사로서 welch-류를 사용하지 않는다.
Der, welcher der Frau, welcher ...
보다는
Derjenige, welcher der Frau, der ich ...
한편, 'welcher'는 거의 사용하지 않지만(속격은 아예 사용하지 않는다), 의미상 차이는 없다. 관계대명사가 아직 알려지지 않았거나 전체 문장이면서 부분이 아닌 것을 의미할 경우, 'was'가 대신 사용되는데, 여기서는 항상 영어 'which'에 해당한다.
Der Chef stellte einen Arbeiter ein, was diesen sehr gefreut hat. – "The manager hired a worker, which the latter was very happy about."
이렇게 완전히 문법적으로부터 옳은 문장으로부터, 위치동사(locational verb)가 된다.
In dem Geschäft, wo (혹은 in dem) man auch Brot kaufen kann, kaufe ich Bier. - "In this shop where you also can buy bread I am buying beer."
구어에서는 준위치전치사 표현까지 사용하는 이유를 알 수 있다.
Die Zeit, wo (= in der) wir Rom besucht haben, war sehr schön. - "The time 직역 where we visited Rome was really fine." 일반적인 'in der'는 영어로 직역하면 'in which'가 되는 바, 영어로는 관계부사 'when'으로 해석될 것이다.
그리고 속어에서는 모든 관계절에서 사용한다.
Der Mann, wo bei Siemens arbeitet, hat an der Technischen Universität studiert. - "The man where works at Siemens's has graduated from the Technical University."
바바리아어(Bavarian)에서는 이러한 용법이 없다. 남독일에서는 이중형태인 'der wo, die wo, das wo'를 사용한다. 그러나 이는 바바리아어 방언에서 거의 필수적으로 사용한다.'Wo'는 'was'로 교체될 수 있다. 이는 근원을 알 수 없는 이유로 인해 대부분 여성에서만 사용되는 것 같다.

### 부사절
부사절(adverbial clause)은 접속사로 시작하며, 동사나 묘사된 명사구와의 관계를 정의한다.
- Als ich auf dem Meer segelte. ("When/As I was sailing on the sea")

접속사 : als(영 as, ~ 때문에, ~할 때), während(영 while, ~하는 동안, 반면), nachdem(~에 따라, ~후에, ~때문에), weil(~ 때문에).

## 같이 보기
- V1 어순
- 겸자구조
- 독일어
- 독일어 관사
- 독일어 대명사
- 독일어 동사
- 독일어 동사활용
- 독일어 명사
- 독일어 명사화
- 독일어 문법
- 독일어 문장 구조
- 독일어 문장 유형
- 독일어 발음
- 독일어 병렬 생략
- 독일어 부사구
- 독일어 불변화사 목록(1996년 정서법 개정안)
- 독일어 양태불변화사
- 독일어 접두사동사 및 불변화사동사
- 독일어 접속법
- 독일어 정서법
- 독일어 주어 내부 생략
- 독일어 태
- 독일어 형용사
- 독일어 환치사